# 小橋アキのハイ・プレジャーランド
『小橋アキのハイ・プレジャーランド』（こはしアキのハイ・プレジャーランド、通称：ハイプレ）は、小橋アキがパーソナリティを務めた北海道放送のラジオ番組。
2001年10月1日に放送開始。当時は19:00～20:00の放送であった。それまでは月～金19:00～20:00の枠で『MOVE ON』という番組を担当していた。その後2度の時間帯変更やコーナーの変遷を繰り返したが、放送開始から3年となる2004年9月13日に放送を終了。
当番組終了後、小橋は同局の『ベストテンほっかいどうONE&WITH』を担当した。

## 放送期間
- 2001年10月1日～2004年9月13日

## 放送時間
- 2003年10月から最終回までは19:00～21:00（初回からは19:00～20:00、後に2003年9月までは18:00～20:00）